# التقشف في إسرائيل

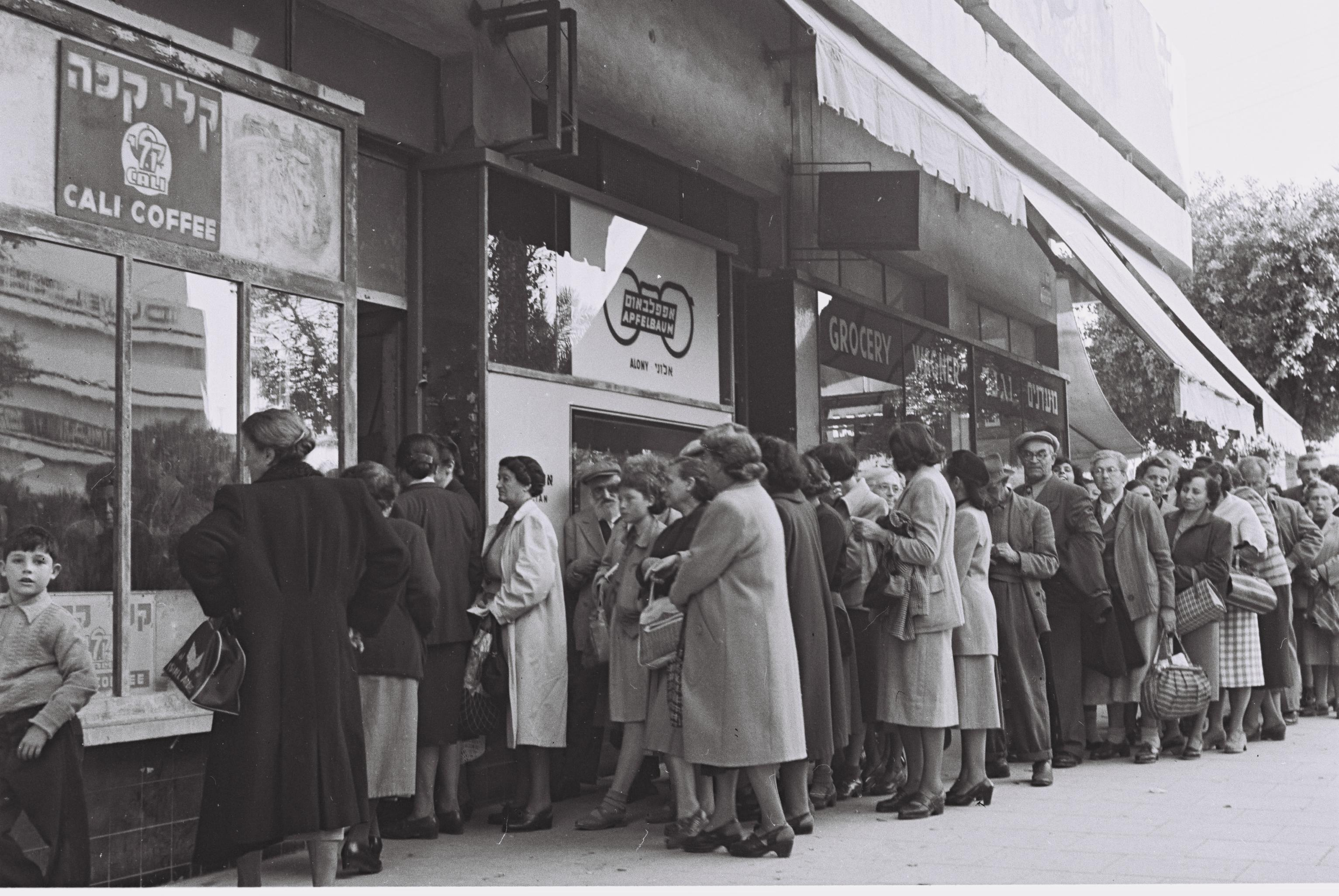
سكان تل أبيب يقفون في طابور لشراء الحصص الغذائية، 1954.

التقشف في إسرائيل ((بالعبرية: צנע)، تشير تسينا) هو سياسة التقشف التي فُرضت في دولة إسرائيل من عام 1949 إلى عام 1959 والتي تضمنت التقنين وتدابير الطوارئ الأخرى للتغلب على الأزمة الاقتصادية في الأيام الأولى لإقامة الدولة.

## التاريخ
وجدت دولة إسرائيل الناشئة نفسها بعد فترة وجيزة من إعلان تأسيسها عام 1948 تفتقر إلى الغذاء والعملات الأجنبية، وخلال ثلاث سنوات ونصف فقط، تضاعف عدد السكان اليهود في إسرائيل حيث زاد عددهم بحوالي 700000 مهاجر، ونتيجة لذلك اتخذت الحكومة الإسرائيلية تدابير للسيطرة والإشراف على توزيع الموارد الضرورية لضمان حصص متساوية وكافية لجميع الإسرائيليين. كان التقشف الوطني مطلوبًا أيضًا لأن الدولة كانت تفتقر إلى احتياطي العملات الأجنبية بالإضافة إلى مشاكل توفير الغذاء، فلم تغط عائدات الصادرات سوى أقل من ثلث تكلفة الواردات، أقل من نصف العجز تمت تغطيته من خلال نظام القروض اليهودي المعروف باسم مجبيوت ((بالعبرية: מגביות‏)). تم الحصول على معظم التمويل من البنوك الأجنبية وشركات الغاز التي رفضت توسيع الائتمان المتاح بحلول عام 1951. من أجل الإشراف على التقشف، أمر رئيس الوزراء ديفيد بن غوريون بإنشاء وزارة التقنين والتموين ((بالعبرية: משרד הקיצוב והאספקה‏)، ميسراد هاكيتسوف فيهاعسبيكا) برئاسة دوف يوسف .

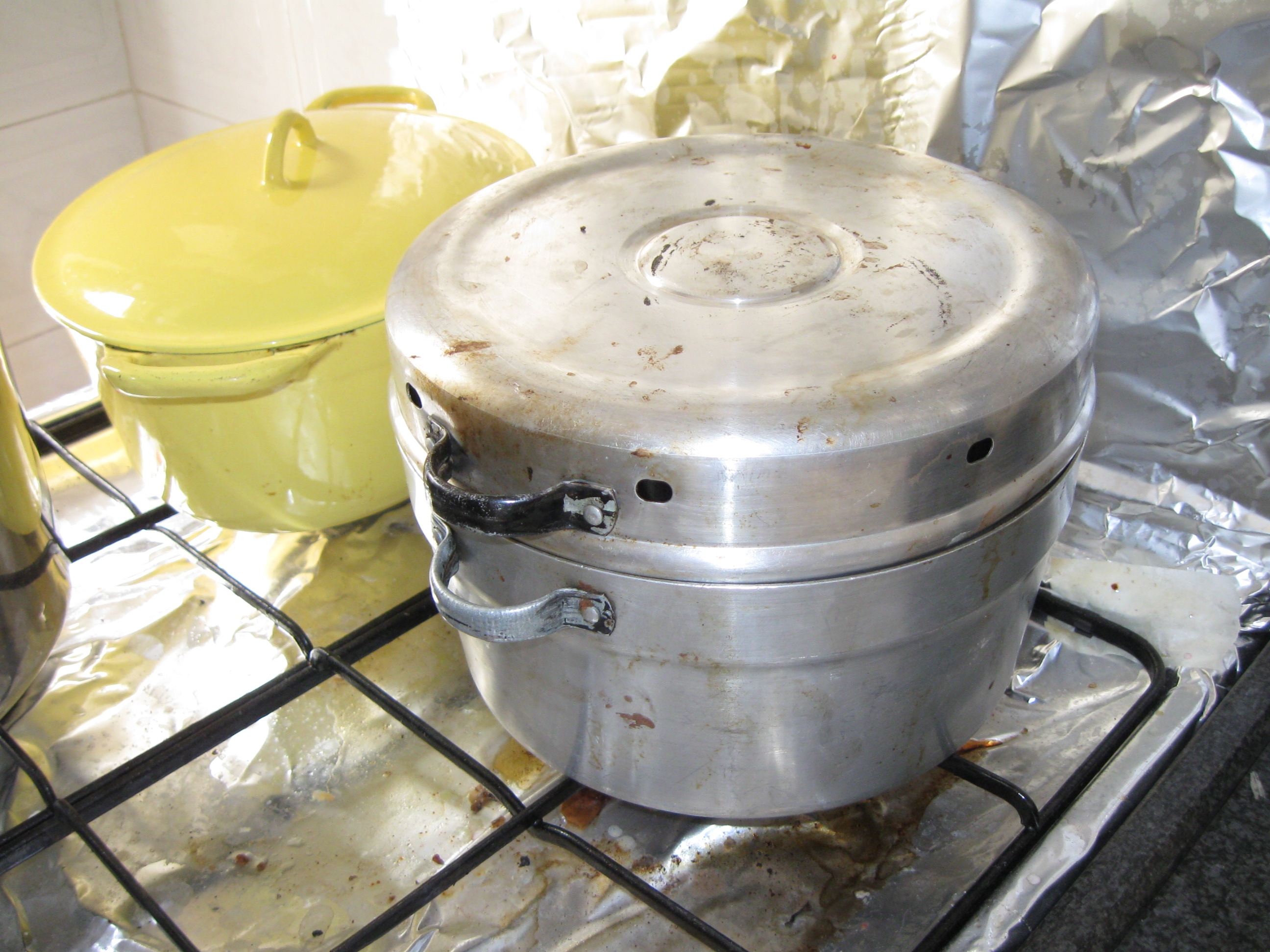
وعاء عجائب (يمين) ، وهو عبارة عن أوعية خبز أعلى الموقد تم اختراعها خلال فترة التقشف لمساعدة ربات المنازل على خبز الكعك والكسرول دون فرن.

في البداية تم وضع هذا التقنين للأغذية الأساسية وحدها - مثل الزيت والسكر والسمن النباتي - لكنه تم توسيعه لاحقًا ليشمل الأثاث والأحذية. يحصل كل مواطن شهريًا على كوبونات طعام بقيمة 6 جنيهات إسرائيلية، وتم تخصيص لكل عائلة كمية معينة من المواد الغذائية. سمح النظام الغذائي الذي تم اختياره - الذي تم إعداده بعد الذي تم استخدامه في المملكة المتحدة خلال الحرب العالمية الثانية - بحوالي 1600 سعر حراري في اليوم للإسرائيليين، مع سعرات حرارية إضافية للأطفال والمسنين والحوامل.

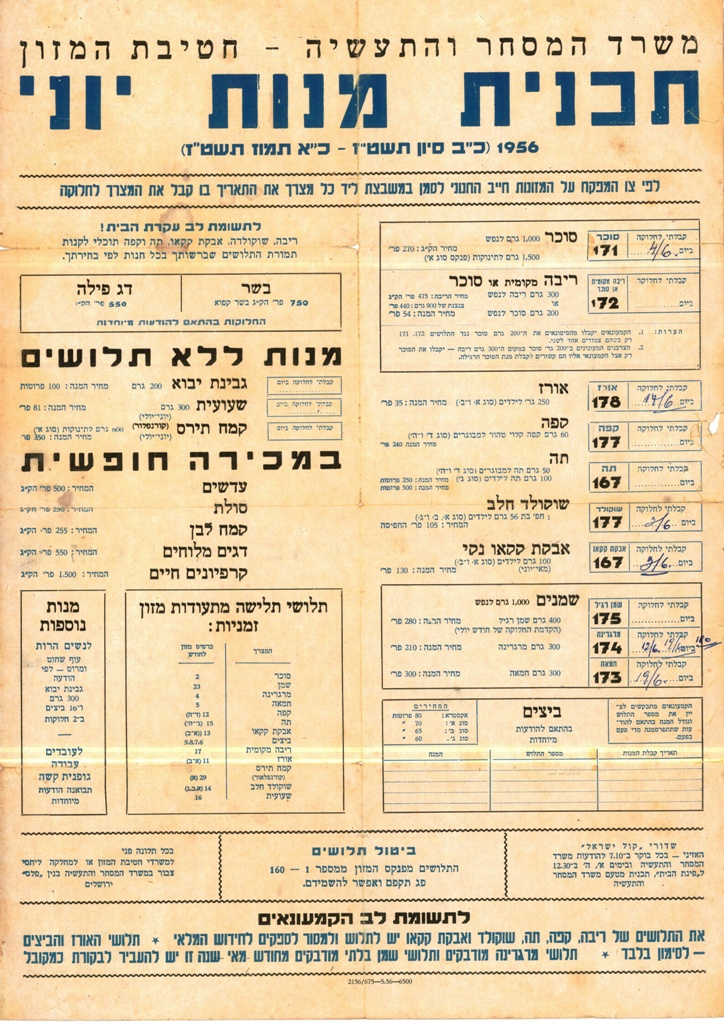
ملصق للإعلام عن الأسعار وضعته الوزارة داخل محل بقالة محلي في كفر سابا، 1956.

تطلب تطبيق التقشف إنشاء بيروقراطية بقدر كبير، والتي أثبتت أنها غير فعالة في منع ظهور سوق سوداء حيث تم بيع المنتجات المقننة - التي يتم تهريبها في كثير من الأحيان من الريف - بأسعار أعلى، ولمواجهة ذلك أنشأت الحكومة في سبتمبر 1950 مكتب لمكافحة السوق السوداء ((بالعبرية: מטה למלחמה בשוק השחור‏) ، ماتي لميلحاما باشوك هاشحور)، الذي كان هدفه مكافحة تشكيل مثل هذا السوق. أثبتت كل محاولات القمع هذه أنها غير فعالة، على الرغم من الإشراف المتزايد والمحاكم الخاصة التي تم إنشاؤها.  

## نهاية التقشف
في عام 1952، تم توقيع اتفاقية التعويضات مع ألمانيا الغربية، لتعويض الدولة اليهودية عن مصادرة الممتلكات اليهودية خلال الهولوكوست. كان تدفق رأس المال الأجنبي الناتج عن ذلك بمثابة دفعة هائلة لاقتصاد الدولة المتعثر، وأدى إلى إلغاء معظم القيود عام 1953. في عام 1956، تم تضييق قائمة البضائع المقننة إلى خمسة عشر سلعة فقط، وتقلصت إلى 11 عام 1958. بعد ذلك بوقت قصير، ألغيت لجميع السلع باستثناء المربى والسكر والقهوة، وتم إلغاء الحصص التموينية بالكامل عام 1959.
أثبت التقشف فشله من الناحية الاقتصادية، ويرجع ذلك في معظمه إلى العجز الحكومي الهائل الذي غطته القروض المصرفية؛ مما أدى إلى زيادة في مقدار استخدام الأموال. ظلت البطالة مرتفعة طوال فترة التقشف، وارتفع معدل التضخم في عام 1951، ومع ذلك فإن التقشف له مزاياه، فقد تم الحفاظ على مستويات المعيشة في مستويات مقبولة في حين تم توفير الموارد الموفرة لإطعام وملبس وإيواء جميع السكان بشكل كافٍ، وفي الوقت نفسه تم دمج وإعادة توطين أكثر من 700000 لاجئ يهودي من الألاضي الأوروبية والعربية والمسلمة.